# 青森県立八戸西高等学校
青森県立八戸西高等学校（あおもりけんりつ はちのへにしこうとうがっこう）は、青森県八戸市大字尻内町字中根市に所在する県立高校。

## 設置学科
- 普通科
- スポーツ科学科

## 沿革
- 1975年4月8日 - 開校式、昭和50年度入学式挙行　普通科8クラス
- 1984年10月11日 - 創立10周年記念式典挙行
- 1994年10月18日 - 創立20周年記念式典挙行
- 2000年4月1日 - 普通科7クラス
- 2001年4月1日 - 全日制の課程スポーツ科学科の設置、普通科6クラス　スポーツ科学科1クラス
- 2003年4月1日 - 普通科5クラス　スポーツ科学科1クラス
- 2004年10月15日 - 創立30周年記念式典挙行
- 2007年4月1日 - 普通科4クラス  スポーツ科学科1クラス
- 2009年4月1日 - 普通科5クラス　スポーツ科学科1クラス
- 2012年3月第13回全国高等学校選抜ラグビーフットボール大会 21世紀枠で選出され初出場。予選リーグ1勝1分1敗3位
- 2021年1月29日 - 第93回選抜高等学校野球大会において21世紀枠に選出され甲子園初出場[2]（初戦敗退 対具志川商 3-8)

## アクセス
- 青い森鉄道・東日本旅客鉄道（JR東日本）八戸駅より徒歩12分
- 八戸市営バス・南部バス西高校前バス停下車

## 著名な卒業生
- 斎藤寛仁（声優）
- 髙森美由紀（小説家）
- 中村渉（元プロ野球選手、日本ハムファイターズ）
- 福島蓮（プロ野球選手、北海道日本ハムファイターズ）
- 野上淳史（プロバスケットボール選手）
- 下山貴裕（プロバスケットボール選手）
- 中村良真（ラグビー選手）
- 崩光瑠（ラグビー選手）
- 佐々木剛（ラグビー選手）